# Hotchkiss Mle 1914
La metralladora Hotchkiss Modèle 1914, o Mle 1914, és el disseny final d'una sèrie de metralladores mitjanes de França que usaven cartutxos 8x50 mm R Lebel fabricades per l'empresa Hotchkiss et Cie.
Basant-se en un prototip adquirit a l'oficial de cavalleria vienès Adolph von Odkolek, l'any 1893, Hotchkiss et Cie va fabricar diferents models de metralladora que servirien de base per al model 1914. Aquesta última seria adoptada per l'exèrcit francès poc després de l'esclat de la Primera Guerra Mundial, substituint la complexa St. Étienne Mle 1907.
La Mle 1914, refrigerada per aire i alimentada generalment amb pintes rígides de 24 o 30 bales, era molt fiable i va tenir molt d'èxit comercial a nivell internacional. Tot i quedar desfasada durant la Segona Guerra Mundial, va continuar sent utilitzada durant la Primera Guerra d'Indoxina i durant la Guerra d'Independència d'Algèria.

## Models
Després de l'invent de la metralladora per part de Hiram Stevens Maxim, que aprofitava la força del retrocés, inventors d'arreu del món van intentar desenvolupar un altre tipus de mecanisme que n'imités el funcionament però sense infringir la patent de Maxim.
Un d'aquests inventors fou el capità de cavalleria i baró vienès Adolph von Odkolek, que va dissenyar un prototip de metralladora de recàrrega accionada per gas. Buscant possibles compradors va viatjar a Saint-Denis, vora París, a la seu de Hotchkiss et Cie, on Laurence Benét, cap d'enginyers, i Henri Mercié intentaven desenvolupar una metralladora. Allà van provar el disseny i van quedar poc impressionats a causa dels problemes de sobreescalfament; tot i això van reconèixer que el mecanisme de recàrrega era molt prometedor. Tot i negar-se a fabricar l'arma en concepte de royalty van comprar els drets de patent per millorar-ne el sistema d'operació. Odkolek ho va acceptar i va vendre tots els drets de manufactura a Hotchkiss.
A partir d'aquí Benét va començar a treballar en una nova arma aprofitant el principi d'Odkolek. La nova metralladora usava el cartutx 8x50 mm R Label i feia servir recàrrega accionada per gas amb un pistó simple que no infringia la patent de John Browning, que feia servir una palanca, a la metralladora Colt–Browning M1895.
El primer model de l'arma es va provar a St. Denis el 1895. En honor del fundador de la companyia, mort el 1885, la metralladora es va anomenar "Hotchkiss". Com a característica singular, en comptes d'alimentar-se d'una cinta tèxtil, com les altres metralladores, usava pintes metàl·liques de 24 o 30 cartutxos. A més a més, tampoc es refrigerava per aigua sinó per aire, tot i que se sobreescalfava ràpidament.

### Hotchkiss Modèle 1897
La solució de Benét als problemes de sobreescalfament és un disseny que va convertir-se en distintiu de les metralladores Hotchkiss, els grans anells que serveixen d'aleta de refrigeració al voltant del canó, vora la recambra. Per absorbir la calor generada per les explosions s'havia d'afegir metall, però això faria que l'arma pesés massa, fent-ho en forma d'anell, però, hi havia deu vegades més àrea afegint-hi poc pes. Aquest nou model, el 1897, seria adoptat per l'exèrcit francès en poques quantitats, ja que no acabaven de confiar en el disseny refrigerat per aire i lleuger de Benét.

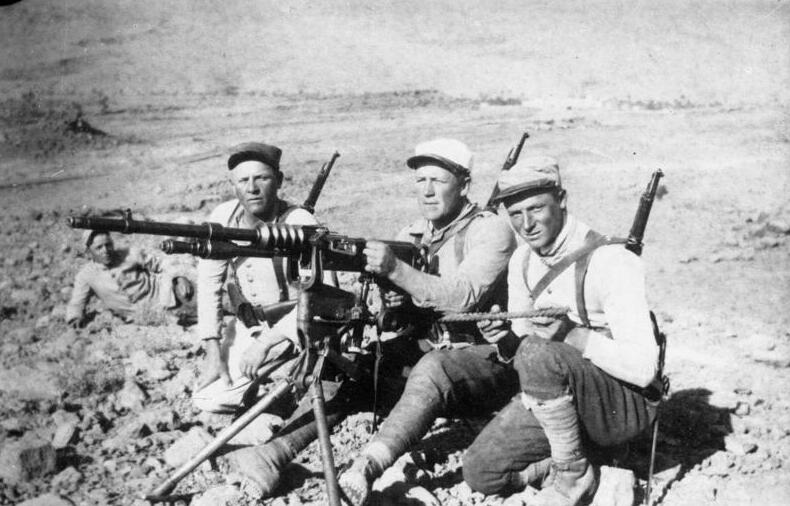
Soldats de la legió estrangera amb una metralladora Hotchkiss al nord d'Àfrica l'any 1920.

Aquesta arma però va demostrar ser relativament fiable i útil a les colònies africanes, on no hi havia aigua per altres tipus de metralladora. Tot i això, el problema de sobreescalfament continuava vigent.

### Hotchkiss Modèle 1900
La majoria de millores del model de 1900 se centraven en ajustaments a la muntura original. Com que el sobreescalfament continuava sent un problema, els anells de refrigeració, que eren de llautó, van ser substituïts per uns d'acer i el canó es va redissenyar per tenir menys contingut de carboni per allargar la vida útil del canó en mode de foc sostingut.
Aquest model va aconseguir bones vendes a nivell internacional sent venguda a Mèxic i al Japó. Sent aquest últim país qui va usar-la per primer cop en combat a la Guerra russojaponesa de 1904 i 1905. Els japonesos van quedar impressionats per l'eficiència de la Hotchkiss en comparació amb els russos, equipats amb metralladores PM 1910 i metralladores Madsens, i després de la guerra van comprar la llicència per produir-les al Japó, afegint-hi algunes característiques pròpies que resultarien en les metralladores japoneses Tipus 3 i Tipus 92.
Tot i que l'exèrcit francès disposava d'algunes Hotchkiss model 1900, no volien comprar la llicència i per evitar-ho estaven desenvolupant un model propi de metralladora per evitar els cànons comercials a Hotchkiss. El resultat de les investigacions van ser les pobres metralladores Puteaux Mle 1905 i St. Étienne Mle 1907.

### Hotchkiss Modèle 1914
Amb l'esclat de la Primera Guerra Mundial, l'any 1914, França es va trobar en un greu desavantatge a causa de la poca quantitat d'armes automàtiques i la seva baixa qualitat. Per això van demanar a Hotchkiss que fes petites modificacions als mètodes productius i materials, com fer una culata més simple en forma de D, i van acceptar la nova variant com a Hotchkiss model 1914. La seva fiabilitat de seguida va guanyar-se una bona reputació i es van equipar nombroses brigades al front amb l'arma.

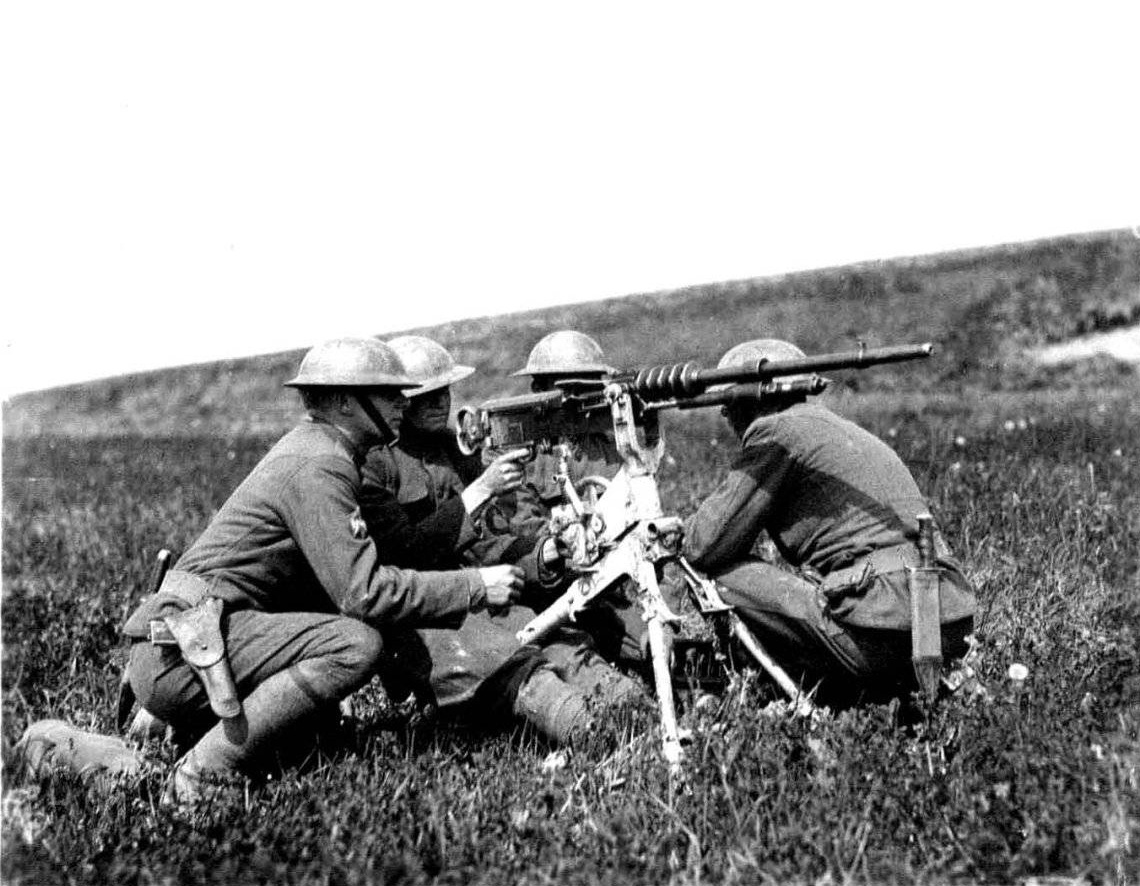
Metralladora Hotchkiss de la Força Expedicionària Americana vora Froissy, França, l'any 1918.

Durant la batalla de Verdun les metralladores Hotchkiss protagonitzarien una tenaç defensa al turó 304, protegint el cim durant deu dies i nits seguides. Atrinxerats uns 140 metres rere la cresta, que els alemanys volien capturar, una sola unitat sense suport va aconseguir repel·lir tots els atacs que arribaven al pic. Sense subministraments, van fer servir 150.000 cartutxos que havien donat i col·locat a les pintes soldats i oficials.
Amb l'arribada de la Força Expedicionària Americana, l'any 1917, els soldats estatunidencs van haver de ser subministrats amb metralladores, ja que no en tenien. Al final de la guerra es van donar 5.255 metralladores Hotchkiss Mle 1914 als americans, 224 per divisió d'infanteria, sent posteriorment equipats amb altres metralladores.
Durant la Primera Guerra Mundial la metralladora Hotchkiss també va ser emprada com a arma antiaèria i com a arma per a l'aviació. A més a més també va servir en alguns tancs, com el Renault FT-17.

### Usos posteriors
Després de la Primera Guerra Mundial la Hotchkiss continuaria sent usada durant molts anys.
A Espanya seria produïda sota llicència amb calibre propi i es faria servir durant els fets del sis d'octubre, la Guerra Civil espanyola…
També es van fer servir durant la revolució mexicana (1910-1920) i la Guerra poloneso-soviètica (1919-1921).
Durant la Segona Guerra Sinojaponesa els nipons farien servir les seves versions produïdes sota llicència amb el nom de Tipus 3, amb cartutxos 6,5x50 mm Arisaka, i la Tipus 92, amb cartutxos 7,7x58 mm Arisaka.

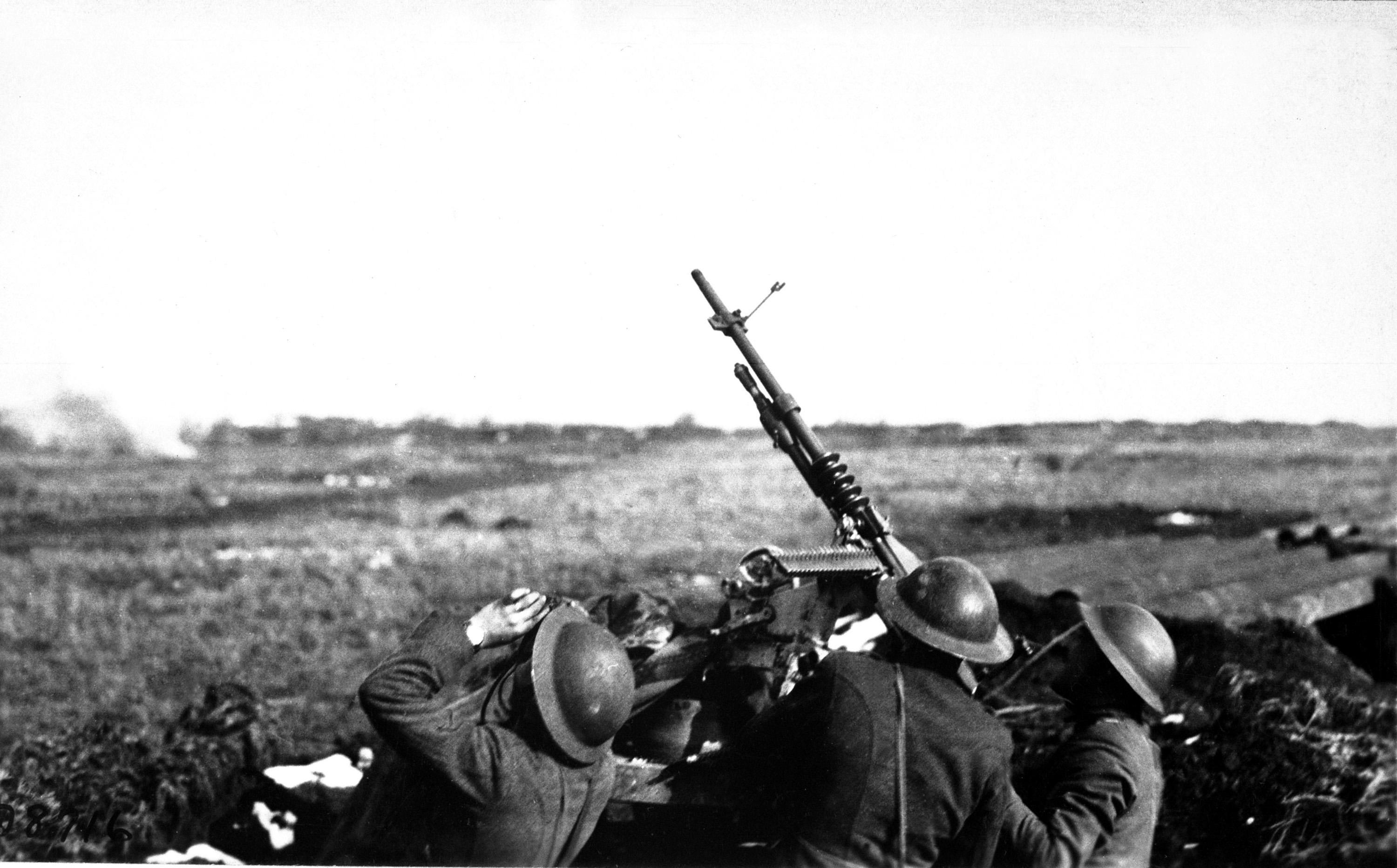
Metralladora Hotchkiss amb muntura per a tir antiaeri l'any 1918.

Durant la Segona Guerra Mundial la Hotchkiss tornaria a ser àmpliament usada tant per francesos com per belgues. Un cop derrotats, el Tercer Reich aprofitaria aquestes armes per fortificar el Mur Atlàntic.
Finalment, la Hotchkiss acabaria sent usada a les guerres colonials, situades en emplaçaments estàtics, a les guerres d'Indoxina, Algèria i al Marroc.

## Prestacions
Al manual de l'any 1918, Handbook of the Hotchkiss Machine Gun Model of 1914, hi ha una descripció acurada de la Hotchkiss M1914:
«La metralladora Hotchkiss, model de 1914 (Mitrailleuse Automatique Hotchkiss), calibre 8 mm, fa servir cartutxos del rifle francès estàndard. L'arma es classifica com a pesant, refrigerada per aire, accionada per gas i alimentada amb pintes metàl·liques o cintes.
Per tal d'eliminar sistemes de refrigeració artificials, s'utilitza l'aire com a refrigerant. El canó és pesant, fet que retarda el sobreescalfament. Per assistir al refredament natural de l'arma, hi ha un radiador amb cinc nervadures anulars situades al darrere del canó.
L'expansió del gasos proveeixen de l'energia per l'operació de l'arma. Després de disparar l'arma i que la bala passi per un port de gasos al canó, els gasos de la pólvora s'expandeixen a través del port de gasos cap a un cilindre i xoquen contra el cap d'un pistó. Això tira el pistó endarrere, comprimint la molla de retrocés que proveeix d'energia pel contra-retrocés. Les diverses orelletes i lleves del pistó accionen l'alimentació, el disparar, l'extracció, l'ejecció i el control de l'operació de l'arma.

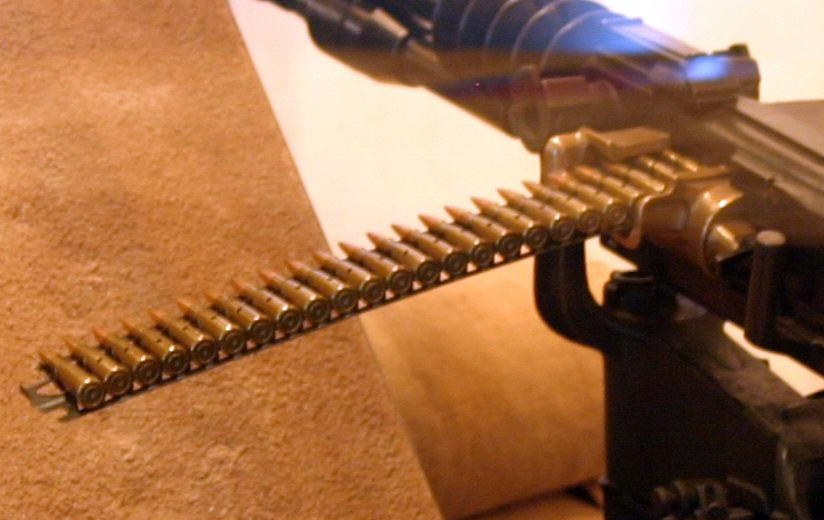
Detall del sistema d'alimentació d'una Hotchkiss Mle 1914, amb la pinta de munició de 24 cartutxos preparada.

Les pintes o tires d'alimentació són d'estampació metàl·lica i estan formades per tres fileres paral·leles de dents per aguantar els cartutxos a lloc. Les pintes són planes i suporten 24 cartutxos en una única filera.
L'alimentació és totalment mecànica i és independent de la inclinació de l'arma. La pinta s'ejecta automàticament. Mitjançant l'ús de les pintes el consum de munició es controla fàcilment i és molt més fàcil economitzar-ho que no pas amb una llarga cinta.
El conjunt de l'arma està compost de només 30 peces de fàcil desmuntar. Hi ha molt poques molles i visos i només unes quantes de les peces són indispensables pel correcte funcionament de l'arma.
Totes les parts de l'arma estan fabricades de tal manera que són impossibles de muntar malament. El desmuntatge i muntatge de l'arma es pot aconseguir sense l'ajuda de cap eina. Pel desmuntatge del canó o el cilindre de gasos es necessita una clau anglesa que forma part dels accessoris.
A causa del seu pes la Hotchkiss es dispara des d'un trípode o una altra muntura adequada. L'arma és especialment adequada per la tasca de defensar i per fer foc de batuda o indirecte. Per a usos nocturns es pot equipar amb un supressor d'espurnes.»

## Muntures
Bàsicament la metralladora Hotchkiss disposava de tres tipus de muntura:
- Trípode Omnibus model 1905. Produït a Puteaux i originalment dissenyat per la St. Étienne Mle 1907.
- Trípode Hotchkiss model 1906. Similar al model Omnibus però més simple i una mica més lleuger.
- Muntura Cleveland. Amb un ús molt limitat era fabricada als Estats Units d'Amèrica, a la companyia Standard Parts Company of Cleveland, Ohio. Podia girar 360° i estava dissenyada per al tir antiaeri.

## Municions

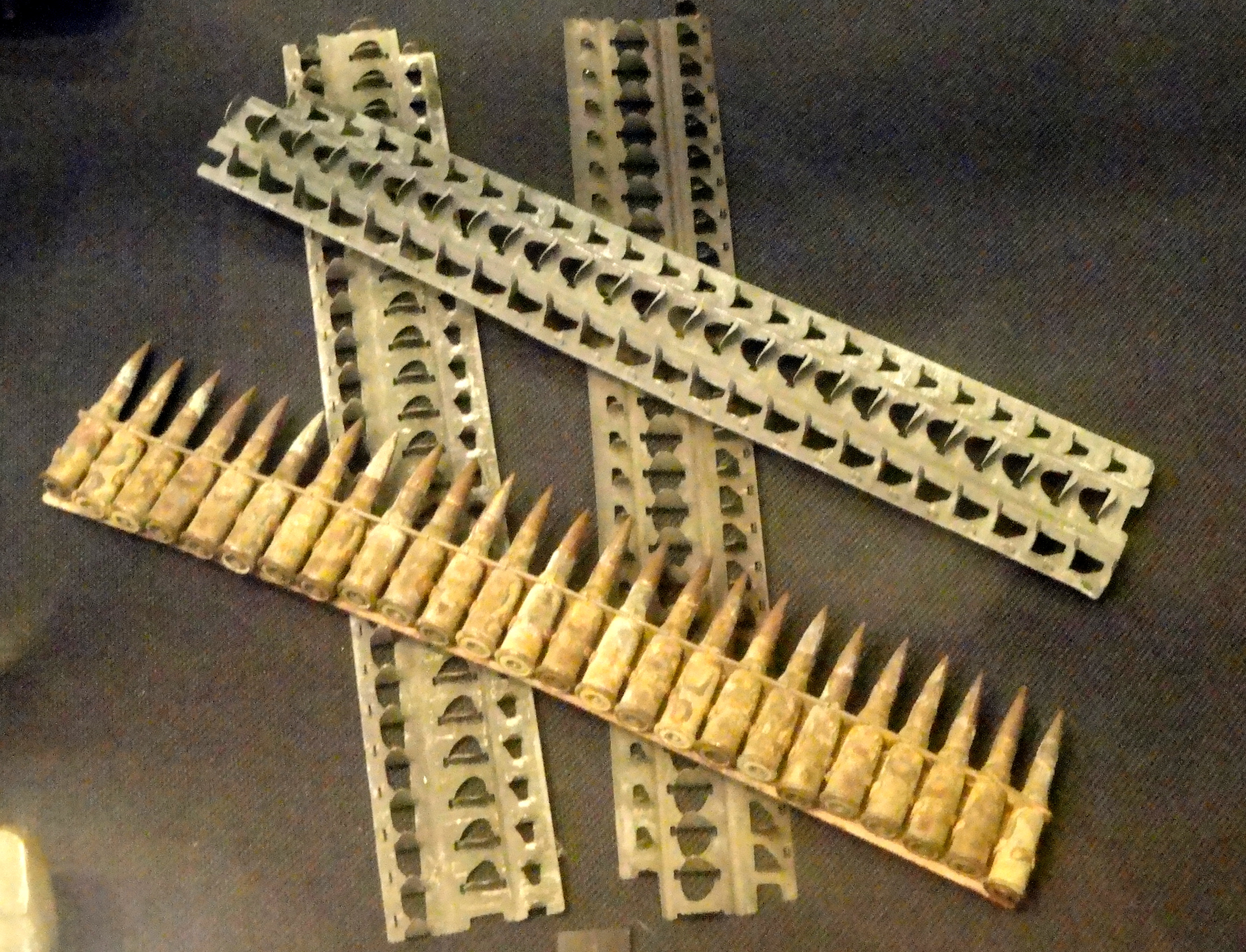
Pintes d'alimentació per a una metralladora Hotchkiss.

Tot i que depenent del país la Hothchkiss disparava diferents tipus de munició, l'any 1940 a França, els tipus de cartutxos disponibles per la Mle 1914 eren els següents:
- Munició de combat de punta sòlida, mod. 1886 D.
- Munició de combat perforant, mod. P.
- Munició de combat encamisada, mod. 1932 N.
- Munició de combat traçadora, mod. T.
- Munició d'entrenament de fogueig, mod. 1905-27.
- Munició d'entrenament de curt abast, à balle fraisée.
- Munició d'entrenament inerta, mod. 1907.